# Мойра
 Тази статия е за града в Северна Ирландия.  За древногръцките богини вижте Мойри.  
Мо̀йра (на ирландски: Maigh Rath; на английски: Moira) е село в югоизточната част на Северна Ирландия. Разположен е в район Лисбърн на графство Даун на около 25 km западно от столицата Белфаст. На около 7 km северозападно от Мойра се намира най-голямото езеро в Северна Ирландия Лох Ней. Има жп гара. Населението му е 4584 жители според данни от преброяването през 2011 г.